# 장성 이진환 가옥 사랑채
장성 이진환 가옥 사랑채［야은재］(長城李振桓家屋사랑채［野隱齋］)는 전라남도 장성군 장성읍 백계리에 있는 조선시대의 건축물이다. 2003년 10월 4일 전라남도의 문화재자료 제242호로 지정되었다.

## 개요
이진환 가옥의 사랑채인 야은재는 야은(野隱) 이용중(李容中, 1841∼1919)이 만년에 주거하던 곳이다.
전면 5칸·측면 2칸의 규모이고 안채와 나란히 배치된 ‘一’자형 가옥으로서 전면과 측면에 넓은 마루가 구성되었으며 내부공간은 방이 3개, 수장고가 1개로 전체적으로 마루를 포함하여 5개의 단위공간으로 분할되어 있으며 출입구의 문들은 여닫이문을 사용하고 있다.
기단은 외벌대로서 화강석을 사용하였으며 높이는 45cm이고 기단 위에 놓인 주초는 막돌 덤벙주초이다. 사랑채의 많은 면적을 차지하고 있는 우물마루는 높이가 60cm이고 벽체는 재사벽이다. 처마의 형식은 홑처마, 내민길이는 125cm이며 처마도리의 형식은 굴도리로서 지름이 20cm이고 대청마루 위 천장은 구조가 노출된 연등천장이며 지붕은 볏짚을 사용한 초가이다.
장성 이진환 가옥 사랑채[야은재]는 원래 사우(1832년 건립)의 강당 건물을 이건하여 민가의 사랑채로 활용하고 있는 건물로서 건물이 오래되고 전통 건물의 변용과정을 알 수 있어 학술적·향토사적 가치가 있다.

## 참고 문헌
- 장성이진환가옥사랑채［야은재］ - 국가유산청 국가유산포털